# تپه آقامال
تپه آقامال مربوط به دوره اشکانیان - دوره ساسانیان است و در شهرستان گرمی، بخش مرکزی، روستای شکرلو واقع شده و این اثر در تاریخ ۲۵ اسفند ۱۳۴۵ با شمارهٔ ثبت ۶۲۴ به‌عنوان یکی از آثار ملی ایران به ثبت رسیده است.